# Каллиник (мученик)
Каллини́к (др.-греч. Καλλίνικος) — мученик, пострадавший в период гонений Деция (249-251).
Сначала был языческим жрецом, но, видя мужество мученика Фирса, уверовал в Христа. Память 14 декабря.